# 翁岛

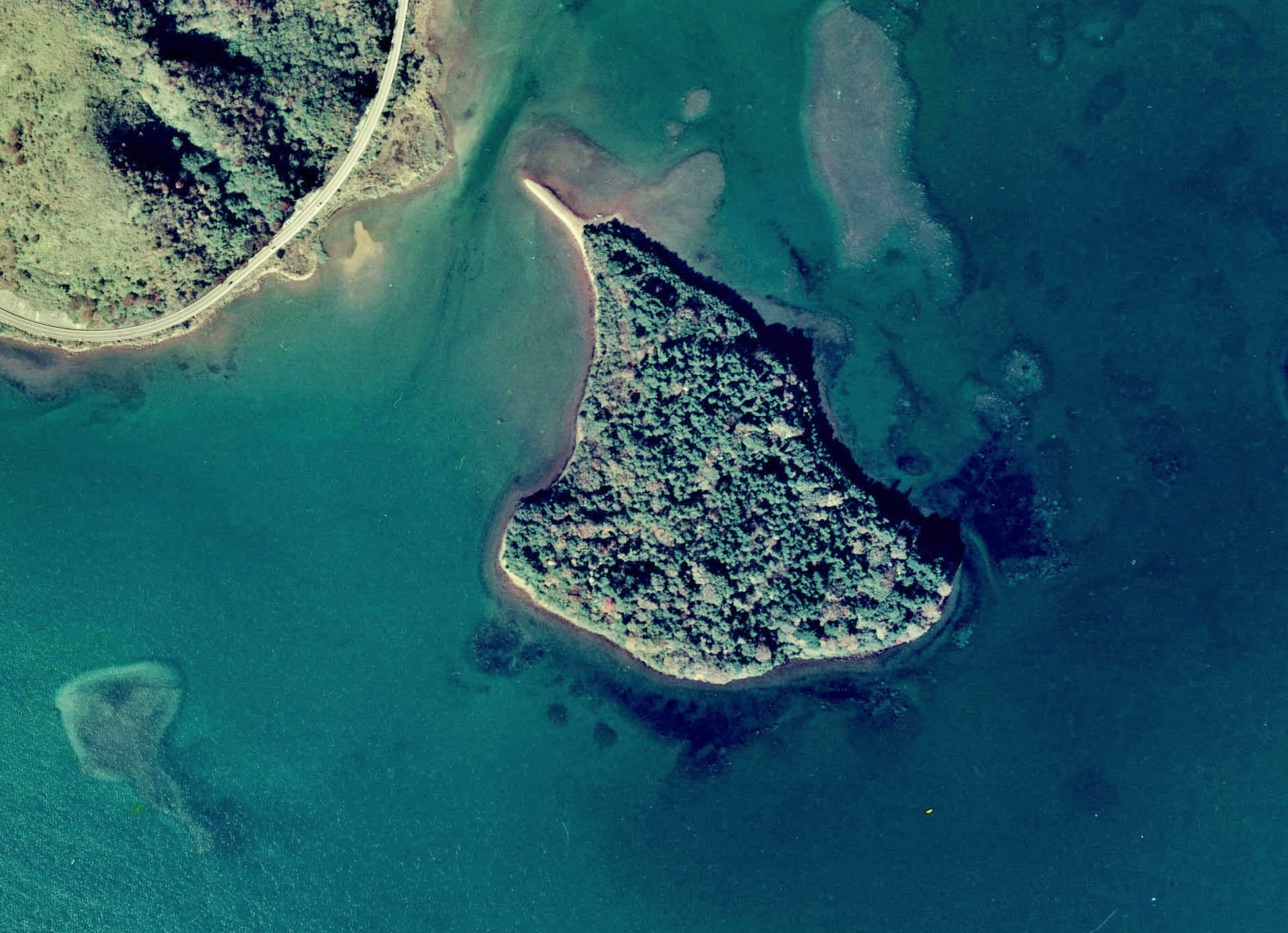
翁岛的空中照片

翁岛（日语：／ Okina-jima */?），是一个位于日本福岛县猪苗代湖的一个无人岛，行政上属于福岛县耶麻郡豬苗代町大字翁泽，是豬苗代湖上唯一的岛。